# Лахдар Брахими
Лахдар Брахими (на арабски: الأخضر الإبراهيمى) е политик и дипломат от Алжир.
Той е бивш външен министър на родината си и международен дипломат:
- специален пратеник по Сирия и шеф на мисията в Афганистан на Организацията на обединените нации,
- подсекретар и специален пратеник за Ливан на Лигата на арабските държави (Арабска лига, ЛАД).

## Биография
Роден е в с. Ел-Азизия, област Медеа. Учи в Алжир и Франция, където изучава право и политология. Присъединява се към борбата за национална независимост, представител е на водещия я Фронт за национално освобождение в Индонезия за Югоизточна Азия (1956 – 1961).
След извоюване на независимостта на Алжир Брахими служи като посланик в Египет (вкл. в Судан и ЛАД) от 1963 до 1970 г., после – в Обединеното кралство (1971 – 1979). Дипломатически съветник е на президента на Алжир през 1982 – 1984 г.
Подсекретар е на Арабската лига през периода 1984 – 1991 г. Като специален пратеник на ЛАД за Ливан (1989 – 1991) способства за сключване на споразумението от Таиф (1989), положило край на гражданската война в страната.
Министър е на външните работи на Алжир от 5 юни 1991 до 3 февруари 1993 г.
Когато напуска поста, Брахими продължава дипломатическата кариера в рамките на ООН, помагайки в конфликтни и следконфликтни ситуации и работейки за повишаването на ефективността на миротворческите операциии на ООН. Специален пратеник е на ООН в Южна Африка (1993 – 1994), Хаити (1994 – 1996), Афганистан (1997 – 1999).
След Атентатите от 11 септември 2001 г. Брахими оглавява мисията на ООН в Афганистан. През 2004 г. в качеството на специален пратеник на генералния секретар на ООН помага да се формира временно правителство в Ирак.
Лахдар Брахими е член (2007) на правозащитната организация „Старейшини“ (Elders), обединяваща световноизвестни и уважавани лидери като Нелсън Мандела, Джими Картър, Кофи Анан, стремяща се към решаване на трудно разрешими световни проблеми. Занимава се също и с научноизследователска и преподавателска дейност.
На 17 август 2012 г. е назначен за спецпредставител по Сирия на ООН и ЛАД вместо Кофи Анан. Напуска поста на 31 май 2014 г.

## Семейство
Със съпругата си Мила Басик Брахими имат 3 деца:
- син Салах – бизнесмен във Вашингтон;
- дъщеря Рим ал-Али в Аман – принцеса на Йордания (омъжена за принц Али бин Хусейн, брат на крал Абдула II), кореспондентка на CNN в Багдад за войната в Ирак (2003);
- син Салем – в Париж.